# Andreu Tuells Juan
Andreu Tuells Juan (Eivissa, 1936) és un advocat i polític eivissenc, diputat al Parlament de les Illes Balears en la II Legislatura.

## Biografia
Net d'Andrés Tuells Pujol, membre d'Unión Patriótica i fill de Guillermo Tuells Riquer, represaliat per republicà. Un oncle seu, Miguel Tuells, maçó i militar, va ser afusellat pels nacionals. Advocat i home de negocis, va crear Suministros Ibiza SA amb el seu cosí Abel Matutes Juan el 1964. Posteriorment ha estat vicepresident de l'Eivissa FC, delegat del Col·legi d'Advocats d'Eivissa i vicecònsol de Suècia.
Va militar inicialment en la UCD i després d'un tempteig amb Alianza Popular va ingressar al Centre Democràtic i Social, amb el que fou elegit diputat a les eleccions al Parlament de les Illes Balears de 1987.
El 2007 fou un dels cervells judicials de l'anomenat cas Eivissa centre, en el que l'ex socialista Roque López va denunciar la cúpula del seu partit per comissions il·legals. El cas fou arxivat el 2014.